# John P. Hale
John Parker Hale (ur. 31 marca 1806 w Rochester, zm. 19 listopada 1873 w Dover) – amerykański polityk, prawnik i abolicjonista. Kandydat na prezydenta w wyborach w 1852 roku.

## Życiorys
Urodził się 31 marca 1806 roku w Rochester. Nauki pobierał w Phillips Exeter Academy, a następnie w Bowdoin College. Od 1827 roku studiował prawo i po trzech latach został przyjęty do palestry. W 1832 roku został wybrany do stanowej legislatury, a w latach 1834–1841 był prokuratorem okręgowym.
W 1841 roku wygrał wybory do Izby Reprezentantów, z ramienia Partii Demokratycznej, gdzie wielokrotnie wypowiadał się przeciwko niewolnictwu. Pięć lat później z sukcesem wystartował do Senatu, jako kandydat niezależny. W Senacie nadal głosił poglądy abolicjonistyczne, a także domagał się przyjęcia ustawy znoszącej chłostę w Marynarce Wojennej. W 1847 roku przyjął nominację prezydencką od Partii Wolnej Ziemi, jednak po jej fuzji z Partią Wolności – zrezygnował. Wystartował jednak w wyborach w 1852 roku, jako kandydat freesoilerów, uzyskując ponad 155 tysięcy głosów (4,9%), co było trzecim wynikiem wśród kandydatów. Od roku 1852 praktykował prawo, a trzy lata później ponownie z sukcesem kandydował do Senatu, przystając do Partii Republikańskiej. W 1865 roku został mianowany przez Abrahama Lincolna ambasadorem USA w Hiszpanii, funkcję tę pełnił przez cztery lata. Zmarł 19 listopada 1873 roku w Dover.